# Szeroki Mur (Żarnowa)

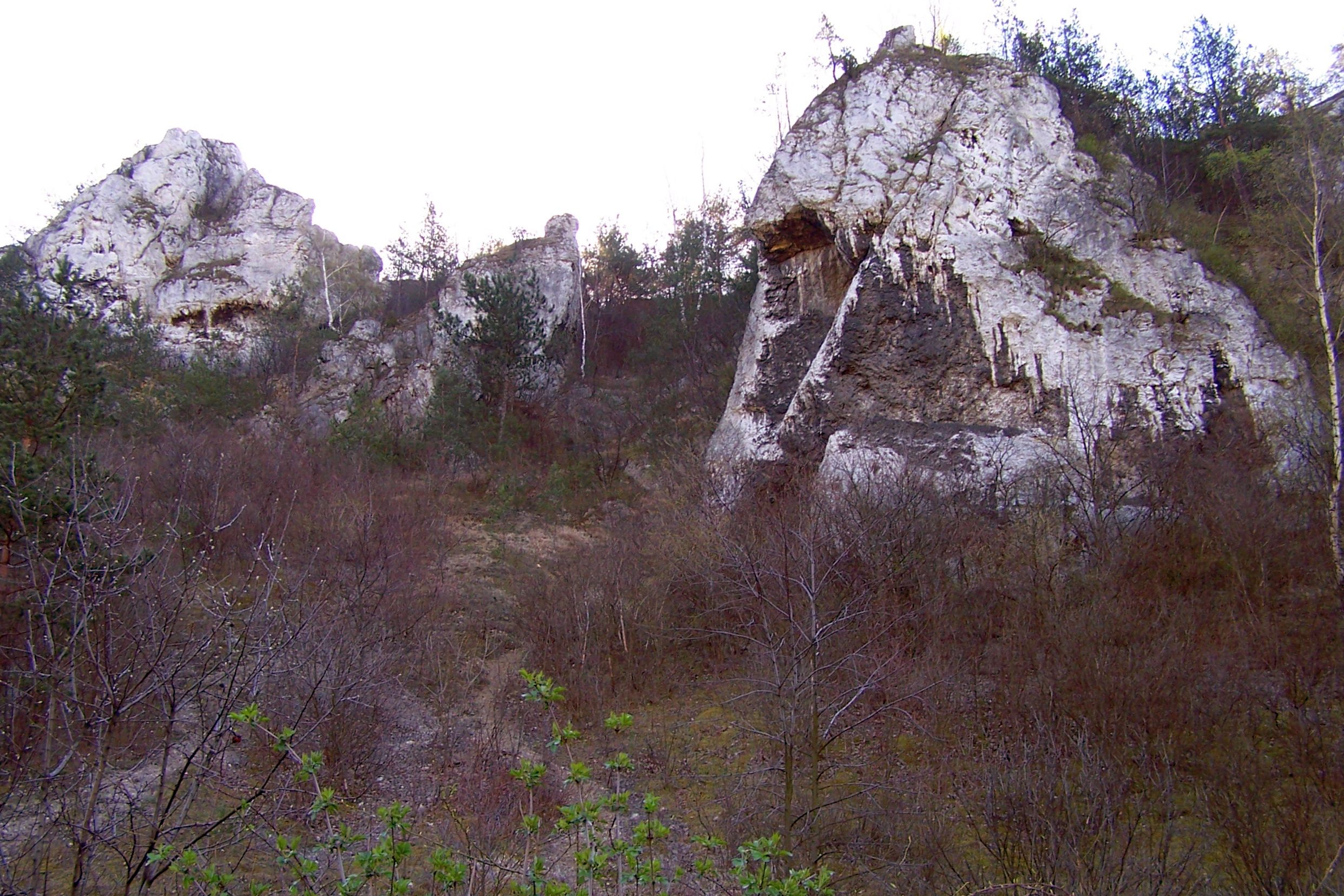
Szeroki Mur (po lewej) i Dziadek (po prawej)

Szeroki Mur – mur skalny na szczycie wzniesienia Żarnowa w Dolinie Będkowskiej na Wyżynie Olkuskiej. Wzgórze to wznosi się po południowo-wschodniej stronie Łączek Kobylańskich – części wsi Kobylany, w gminie Zabierzów, powiecie krakowskim, województwie małopolskim.
Zbudowana z wapieni skała ma długość 30 m, wysokość kilkunastu metrów i wznosi się w lesie, na szczycie wzniesienia. Od północno-zachodniej strony opada ścianą na bardzo strome zbocze, podnóżem którego biegnie droga z Brzezinek do Łączek Kobylańskich. Na poboczu tej drogi, poniżej Szerokiego Muru zamontowano tablice dydaktyczne. Jedna z nich informuje o wspinaczce skalnej w Dolinie Będkowskiej. Szeroki Mur jak na razie jednak nie zainteresował wspinaczy (brak jego opisu w przewodniku wspinaczkowym, nie ma też asekuracji). Jego nazwę podaje tylko mapa Geoportalu.